# Centrální depozitář cenných papírů (akciová společnost)
Centrální depozitář cenných papírů, a. s. (do roku 2009 působící pod názvem UNIVYC, a. s.), je společnost působící v oboru vypořádání obchodů s cennými papíry (též označováno jako clearing) na českém kapitálovém trhu. Jejím hlavním úkolem je správa a vedení centrální evidence cenných papírů na území České republiky. Jediným jejím akcionářem je Burza cenných papírů Praha. 
Služby CDCP spojené s vedením evidence cenných papírů a vypořádáním obchodů jsou poskytovány pouze prostřednictvím jeho účastníků.
Obdobné registry existují také v dalších zemích, více viz článek Centrální depozitář cenných papírů.

## Historie
Po uzavření Střediska cenných papírů (SCP) 26. června 2013 veškeré transakce s cennými papíry jdou od 7. července přes Centrální depozitář a jeho členy. To znamená, že drobní investoři už nemají mít účet na své jméno ve Středisku cenných papírů. Místo toho jim účty vedou obchodníci s cennými papíry.
V prosinci 2018 Centrální depozitář cenných papírů obdržel od České národní banky povolení k výkonu činnosti podle harmonizované evropské úpravy provedené nařízením CSDR.
V únoru 2020 dostal CDCP od ČNB povolení k vypořádání obchodů ve vypořádacím systému na účtech u zúčtovatele Národná banka Slovenska. Povolení dala Česká národní banka podle CSDR.

## Činnost centrálního depozitáře
Centrální depozitář přiděluje identifikační označení v rámci mezinárodního systému číslování pro určení cenných papírů (zkratka ISIN) pro investiční nástroje, kterými jsou např. investiční cenné papíry, cenné papíry kolektivního investování, nástroje peněžního trhu, finanční rozdílové smlouvy, apod. Dále je centrální depozitář provozovatelem vypořádacího systému. Za splnění určitých podmínek může centrální depozitář vést samostatnou evidenci investičních nástrojů nebo vykonávat další podnikatelskou činnost, která však musí být zaregistrována u České národní banky.
Další činností firmy jsou například správa a řízení vkladů účastníků v Garančním fondu burzy, půjčování cenných papírů, úschova a správa cenných papírů, registrace cenných papírů pro účely vypořádání, vypořádání primárních emisí cenných papírů, zprostředkování služeb Střediska cenných papírů, vypořádání obchodů se zahraničními cennými papíry, vedení registru podílů na sběrném dluhopisu a vypořádání obchodů s podíly na sběrném dluhopisu.
Centrální depozitář má ze zákona informační povinnost k ČNB, kterou splňuje zasíláním informací a podkladů, které jsou potřebné pro výkon dohledu.

## Účastníci centrálního depozitáře cenných papírů
Účastníkem centrálního depozitáře je osoba, která podává centrálnímu depozitáři příkaz k založení nebo zrušení majetkového účtu, k provedení změny na majetkovém účtu nebo k provedení služby. Konkrétní osobou (účastníkem), který podává příkaz, může být:
- banka,
- obchodník s cennými papíry,
- administrátor investičního fondu,
- organizátor regulovaného trhu,
- zahraniční centrální depozitář,
- Česká národní banka,
- Evropská centrální banka, a další.

## Základní kapitál a akcie centrálního depozitáře cenných papírů
Centrální depozitář má ze zákona stanoven základní kapitál alespoň 100 000 000 Kč, přičemž emisní kurz jeho akcií musí být alespoň z jedné třetiny splacen peněžitými vklady.
Centrální depozitář nesmí vydávat prioritní akcie. Výše uvedené se váže i na jednu z mnoho podmínek pro povolení k činnosti centrálního depozitáře od ČNB. Česká národní banka udělí povolení k činnosti centrálního depozitáře, jestliže je žadatel akciovou společností, která má sídlo v České republice a vydává pouze listinné akcie na jméno na zaknihované akcie.

## Přeměny centrálního depozitáře
Stejně jako u jiných kapitálových obchodních korporací je možná přeměna (fúze) i centrálního depozitáře, ale pouze s povolením České národní banky. Povolení je nutné také k uzavření smlouvy o převodu podniku centrálního depozitáře, nebo jeho části, smlouvy o zastavení podniku nebo jeho části nebo smlouvy o nájmu podniku centrálního depozitáře nebo jeho části.